# I Ain't Mad at Cha
I Ain't Mad at Cha is een nummer van de Amerikaanse rapper 2Pac uit 1996. Het is de vijfde en laatste single van zijn vierde studioalbum All Eyez on Me.
"I Ain't Mad at Cha" werd twee dagen na 2Pacs overlijden uitgebracht als single, en werd opgenomen op dezelfde dag dat 2Pac werd vrijgelaten uit de gevangenis. Soulzanger Danny Boy verzorgt de zang in het refrein. In het nummer zit een sample uit "A Dream" van DeBarge verwerkt. Het nummer bereikte de 58e positie in de airplaylijst van het Amerikaanse muziektijdschrift Billboard. In de Nederlandse Top 40 haalde het een bescheiden 16e positie.